# Апсуа
Апсуа́ (абаз. Апсуа) — аул в Адыге-Хабльском районе Карачаево-Черкесской Республики.
Административный центр муниципального образования «Апсуанское сельское поселение».

## География
Аул расположен в северо-восточной части западной зоны Адыге-Хабльского района, на правом берегу реки Большой Зеленчук. Находится в 16 км к северо-западу от районного центра — Адыге-Хабль и в 28 км от города Черкесск.
Граничит с землями населённых пунктов: Спарта на юге, Эрсакон на юго-западе, Киево-Жураки на северо-западе, Дубянский на севере и Эркин-Юрт на востоке.
Населённый пункт расположен в предгорной лесостепной зоне республики. Рельеф местности представляет собой холмистые хребты тянущиеся вдоль восточной окраины аула, с террасой имеющий общий уклон с востока на запад, в сторону долины реки Большой Зеленчук. Средние высоты на территории сельского поселения составляют 426 метра над уровнем моря.
Почвенный покров отличается исключительным разнообразием. Развиты черноземы предкавказские и предгорные. В пойме рек пойменные луговые почвы.
Гидрографическая сеть в основном представлена рекой Большой Зеленчук и его мелкими родниковыми притоками.
Климат умеренно-теплый. Среднегодовая температура воздуха положительная и составляет около +10°С. Средняя температура июля +22°С, средняя температура января −1,5°С. Максимальная температура может достигать +40°С, минимальная может опускаться до −32°С. Продолжительность вегетационного периода 210 дней. Среднегодовое количество осадков составляет около 650 мм в год. Основная их часть приходится на период с мая по июль.

## История
Шегирей, Шегерей, Шахгирей в таких вариантах встречается название одного из обществ абазин — ашхаруа. Следы общества Шегирей также уходят своими корнями в Абхазию. Наиболее ранние сведения о Шегиреях на Северном Кавказе относится к 1753 году. Шегиреи жили в то время в верховьях реки Малая Лаба, откуда через перевалы часто мигрировали в Абхазию, во время пастбищного периода, а затем возвращались обратно.
В документе 1837 года «Отношение барона Розена к Чернышеву от 9 декабря 1837 года» говорится, что племя Шахгиреевцев покорилось в 1834 году. Но по внушениям враждебных убыхов и абадзехов стало снова непокорным и отказало выслать депутатов в Ставрополь.
15 ноября 1837 года генерал Засс выступил против обитавших в ущелье Малой Лабы горских обществ (абадзехи, бесленеевцы, убыхи, шахгиреевцы). Переправившись через речку, отряд быстро достиг цели, и бой был кровопролитным, хотя и не был продолжительным. Непокорные аулы были сожжены и разграблены.
К моменту окончания Кавказской войны, в верховьях Малой Лабы располагались четыре шахгиреевских аулов: Кубатова Магомета, Эфенди Шаторова, Кель Мурзиева и Цекишева. Всего около 200 дворов.
Судьба Шахгиреевцев и их нескольких аулов схожа с другими черкесскими и абазинскими аулами, находившимися в первой половине XIX века в зоне постоянных военных действий. Как известно, во второй половине XIX века практически ни один черкесский и абазинский аул не сохранился на прежнем месте или не сохранился вообще.
В начале 1863 году, оставшиеся шахгиреевцы переселились на правый берег реки Большой Зеленчук и основали там новый аул, названный переселенцами — Шахгиреевский (абаз. Чагӏрыйа).
В 1929 году постановлением Президиума ВЦИК аул Шах-Гиреевский был переименован в Апсуа.
В 1957 году аул избран центром Апсуанского сельсовета Адыге-Хабльского района.

## Население
| 2002 | 2010  | 2021  |
| ---- | ----- | ----- |
| 755  | ↗1006 | ↗1100 |

Национальный состав
По данным Всероссийской переписи населения 2010 года:
| Народ   | Численность, чел. | Доля от всего населения, % |
| ------- | ----------------- | -------------------------- |
| абазины | 890               | 88,5 %                     |
| русские | 35                | 3,5 %                      |
| черкесы | 30                | 3,0 %                      |
| другие  | 51                | 5,0 %                      |
| всего   | 1006              | 100 %                      |

## Образование
- Средняя общеобразовательная школа № 1 — ул. Школьная, 13.
- Начальная школа Детский сад — ул. Широкая, 10.

## Здравоохранение
- Фельдшерско-акушерский пункт — ул. Широкая, 5.
- Ветеринарный участок — ул. Магазинная, 1.

## Культура
- Дом культуры
- Аульская библиотека

## Ислам
- Аульская мечеть — ул. Широкая, 18.

## Памятники
- Памятник «Первого Военкома области» (1920 г.)
- Памятник «Воина-Интернационалиста» (1982 г.)
- Памятник «Они сражались за Родину» (2010 г.)

## Улицы
| Гагарина        |
| Западная        |
| Комсомольская   |
| Красноармейская |
| Кужева          |
| Магазинная      |

| Мирская     |
| Молодёжная  |
| Набережная  |
| Новая       |
| Октябрьская |

| Первомайская |
| Подгорная    |
| Широкая      |
| Школьная     |
| Южная        |